# Лашатр, Луи де
Луи де Лашатр (фр. Louis de La Châtre; ок. 1570 — октябрь 1630), барон де Ла-Мезонфор — французский военный и государственный деятель, маршал Франции.

## Биография
Сын Клода де Лашатра, барона де Ла-Мезонфор, маршала Франции, и Жанны Шабо.
Вместе с отцом участвовал в гражданских войнах на стороне Лиги.
По утверждению Пуллена де Сен-Фуа в молодости соединял привлекательную внешность с характером соблазнителя. 28 апреля 1592 в бою под Ивето под Лашатром была убита лошадь, он был взят в плен и отправлен в Пон-де-л'Арш. «Там он вскоре стал идолом для трех или четырех женщин, которых увлек, использовал и обманул с таким пылом», что они помогли ему ввести в город триста бойцов, посланных отцом, и из пленника он превратился в хозяина крепости.
В 1600 году был опасно ранен при осаде Бурк-ан-Бреса. Кюре, которого к нему вызвали, и который приложил много усилий, чтобы выходить Лашатра, через несколько месяцев после его отъезда обнаружил, что тот оставил доказательства выздоровления у его сестры и племянницы. «Вот они, французы, а меня ведь предупреждали», — сообщил расстроенный священник одному из своих друзей.
Его мать, племянница герцогини д'Этамп, и сестры были не менее знамениты галантными похождениями.
В 1594 году, как и отец, перешел на сторону Генриха IV, и 2 марта был признан наследником губернаторства и генерального наместничества Берри и Большой башни Буржа. 5 апреля 1597 пожалован в рыцари орденов короля, в 1601 году получил роту из ста тяжеловооруженных всадников.
В 1616 году мятежные принцы договорились с короной, и принц Конде потребовал для себя губернаторство в Берри. Лашатр взамен добился от Марии Медичи ста тысяч экю и должности маршала Франции (назначен 26 мая), которой он никак не соответствовал, ибо, хотя современники и говорили, что «он действовал с большой отвагой во всех делах, где ему доводилось побывать, но никогда не командовал более чем двумя тысячами человек». В качестве маршала ни в каких военных кампаниях участия не принимал.
18 января 1623 в Париже был назначен губернатором Мена, Перша и графства Лаваль после отставки маркиза де Лавардена. 22-го принес присягу и 11 марта был зарегистрирован Парламентом. В январе 1627 отставлен от губернаторства.

## Семья
1-я жена: Юрбена де Монтафье, дочь графа Луи де Монтафье и Жанны де Кём
2-я жена: Элизабет д'Этамп (ок. 1582—14.09.1654), дочь Жана д'Этампа, сеньора де Валансе, и Сары д'Апленкур
Дети:
- Луиза-Анриетта, баронесса де Ла-Мезонфор. Муж 1) (26.04.1622): Франсуа де Валуа (1598—1622), граф д'Але, сын герцога Шарля Ангулемского; 2) (7.01.1625, развод 1633): Франсуа де Крюссоль (1604—1680), герцог д'Юзес; 3): Клод По де Род (ум. 1642), великий церемонимейстер Франции
- три дочери, ум. во младенчестве